# Kim Mi-sim
Kim Mi-Sim (6 de novembro de 1970) é uma ex-handebolista sul-coreana. medalhista olímpica.
Fez parte da geração medalha de prata, em Atlanta 1996, com 5 partidas com 13 gols.